# 塩屋秋貞
塩屋 秋貞（しおや あきさだ）は、戦国時代から安土桃山時代にかけての武将。飛騨国尾崎城主、のち飛騨国古川城主、越中国猿倉城主。

## 略歴

### 前半生
大永元年（1521年）、誕生。大野郡大八賀郷塩屋村の出身とされるが定かではない。その姓から元は塩の流通を主体とする馬借であったと考えられている。『大八賀村史』などによると、秋貞は越中より塩を仕入れて財を築くと、塩屋村臼本に城を構えて近隣から年貢を取り立てるなど次第に勢力を伸ばし、天文の終わり頃には小八賀郷に尾崎城を築いて居城としたという。
永禄7年（1564年）、武田信玄の部将である山県昌景が飛騨に侵攻すると、秋貞は千光寺の衆徒とともに戦うが敗れて古川城に退いた。武田軍の撤退後、三木自綱（姉小路頼綱）に小八賀郷を奪われたため、吉城郡塩屋に移った。

### 上杉氏と関係を深める
越中に進出していた上杉謙信が一向一揆の抑えとして飛騨の諸将を用いるようになると、秋貞も三木軍の一員として越中に派遣されるようになる。
元亀2年（1570年）もしくは元亀3年（1571年）4月23日、上杉軍に従軍していた秋貞が突然陣を離脱して猿倉山に立て籠もっているが、飛騨では一向宗の勢力が強かったことから、秋貞が一向一揆と戦うことを避けるためであったものと考えられている。
元亀2年（1570年）10月には家臣の後藤内記（内膳とも）・和耳藤兵衛を謙信に遣わして熊の皮十枚、鉛十斤を、天正元年（1573年）9月には再び後藤を遣わして熊の皮百枚、鉛千斤、真綿三百把を献上した（『飛騨編年史要』）。同年、信玄が急死した際には河田長親の命令によって飛騨に帰国し情報収集にあたっている。
また、岡村守彦によると、自綱が織田氏との関係を深めていったのに対し、秋貞は上杉氏寄りの立場を崩さなかったことから、謙信が急死するまで自綱とは対立関係にあったとしている。
天正4年（1576年）7月下旬または8月、謙信による飛騨征伐ではその先鋒となって飛騨に侵攻し、三木自綱・江馬輝盛・内ヶ島氏理を降伏させた功により飛騨の目代に任じられたとされるが（『北越軍談』）、自綱が拠っていたという松倉城は当時存在しなかったことから、この話は創作の可能性が高いとされている。

### 織田氏に臣従する
天正6年（1578年）、謙信が上洛の準備を進める中、秋貞は飛騨で兵を集めていたが（『飛騨編年史要』）、謙信が急死したため計画は頓挫した。また、越中では織田信長の支援を受けた神保長住が進出したため、程なく織田方に転向したとみられている。
翌天正7年（1579年）6月、自綱が信長の命で秋貞らを攻撃したとの記録もあるが（『飛騨編年要史』）、岡村守彦はこれを自綱の私怨によるものと見なしている。

### 最期
天正10年（1582年）6月2日の本能寺の変で信長が横死すると、秋貞は佐々成政に臣従した。
翌天正11年（1583年）3月2日、秋貞は城生城主・斎藤信利を攻撃するが、上杉景勝の来援によって敗北。その後、飛騨へ敗走を試みるが、国境付近の西猪之谷で上杉方の村田修理亮に鉄砲で狙撃され、逃亡先の戸谷村で死去した。享年63。

## 人物
- 永禄12年（1569年）に輝虎（謙信）が秋貞に宛てた書状によると、昨年来音信が途絶えていた三木良頼との仲介を秋貞に依頼していることから、秋貞が良頼の重臣であったことが窺われる[20][21]
- 秋貞が吉城郡に立ち退いた後、尾崎城は間もなく廃城となったが、明治39年（1906年）、尾崎城跡地を整地した際に秋貞が埋めていったと思われる古銭六十余貫匁が出土している。また、自綱が秋貞に借金をした文書が残っている事や、先述の謙信への貢ぎ物などから、秋貞が理財に長けた武将である事が窺われる[22]。
- 飛騨紅かぶの原種となった「八賀かぶ」は、秋貞が持ち込んだものと伝えられている[23]。